# Haushaltssperre
Haushaltssperren sind bei öffentlichen Haushalten Verfügungsbeschränkungen, die die Inanspruchnahme bereits erteilter Verpflichtungsermächtigungen eines Haushaltsplans verbieten und bestimmen, dass im Haushalt vorgesehene Ausgaben nicht getätigt werden dürfen.

## Eingriff in die Haushaltsautonomie
In § 3 Abs. 1 HGrG ist geregelt, dass die Verwaltung durch den genehmigten Haushaltsplan ermächtigt wird, Ausgaben zu leisten und Verpflichtungen einzugehen, die im Haushaltsplan vorgesehen sind (Verpflichtungsermächtigung). Gleichzeitig sieht § 25 HGrG jedoch vor, dass eine Einwilligung zur Leistung von Ausgaben oder zur Eingehung von Verpflichtungen erforderlich ist, wenn die Entwicklung der Aufwendungen und Erträge (Ausgaben und Einnahmen bei Kameralistik) oder die Liquidität dies erfordern. Der eigentliche Fachbegriff für diese Haushaltssperre ist die „haushaltswirtschaftliche Sperre“, die in Bundes- und Landeshaushaltsordnungen sowie in Gemeindehaushaltsverordnungenen geregelt ist. In § 41 Bundeshaushaltsordnung heißt es dazu: „Wenn die Entwicklung der Einnahmen oder Ausgaben es erfordert, kann das Bundesministerium der Finanzen nach Benehmen mit dem zuständigen Bundesministerium es von seiner Einwilligung abhängig machen, ob Verpflichtungen eingegangen oder Ausgaben geleistet werden.“
In die Autonomie nach § 3 HGrG wird durch Haushaltssperren stark eingegriffen, weil Ausgaben nicht mehr geleistet, Verpflichtungen nicht mehr eingegangen werden dürfen oder Planstellen nicht mehr besetzt werden können. Das ist für die Bundesebene (§ 41 BHO), die Landesebenen (§ 41 LHO NRW) und die Kommunen (§ 81 Abs. 4 GO NRW, § 24 GemHVO NRW) ähnlich oder sogar identisch geregelt. So sieht § 71 Abs. 1 Brandenburgische Kommunalverfassung vor: „Wenn es die Entwicklung der Erträge und Einzahlungen oder der Aufwendungen und Auszahlungen erfordert, hat der Kämmerer die Inanspruchnahme von Aufwands- oder Auszahlungsansätzen und Verpflichtungsermächtigungen zu sperren.“

## Arten
Haushaltssperren können im Haushaltsgesetz bereits vorgesehen sein (§ 24 Abs. 3 BHO). Nachträgliche Sperren werden durch einen Sperrvermerk im Haushaltsplan vorgenommen. Nach der Form ist zwischen der einfachen und qualifizierten Haushaltssperre zu unterscheiden. Eine einfache Haushaltssperre (§ 22 BHO) liegt vor, wenn der Bundes- oder Landesfinanzminister über seine Aufhebung allein entscheiden kann. Die qualifizierte Haushaltssperre soll nur in Ausnahmefällen verhängt und kann nur vom Bundes- oder Landtag aufgehoben werden.
Gründe für eine Haushaltssperre können sein:
- mangelnde Haushaltsklarheit (§ 11 HGrG),
- haushaltswirtschaftliche Gründe,
- konjunkturelle Situation oder
- Rechtfertigung eines Haushaltssicherungskonzepts.

Von Haushaltssperren wird Gebrauch gemacht, wenn der Ausgleich öffentlicher Haushalte durch Mehrausgaben und/oder Mindereinnahmen gefährdet ist (Haushaltsloch).

## Inhalt und Umfang
Verwaltungstechnisch wird eine Haushaltssperre durch einen Sperrvermerk im Haushaltsplan durchgesetzt. Er ist ein einstweiliges Verbot, die im Haushaltsplan vorgesehenen Ausgaben zu tätigen oder Verpflichtungsermächtigungen auszuführen. Eine Haushaltssperre kann sich auf den Gesamthaushalt erstrecken (prozentuale Ausgabenkürzung), auf bestimmte Ausgabenbereiche beziehen (etwa noch nicht begonnene Investitionen im Vermögenshaushalt) oder wird auf einzelne Haushaltsstellen beschränkt. Haushaltssperren beziehen sich auf
- voraussichtlich zu leistende Ausgaben,
- voraussichtlich benötigte Verpflichtungsermächtigungen und
- voraussichtlich benötigte Planstellen.

Gesetzlich oder vertraglich festgelegte Leistungen sind von einer Haushaltssperre nicht betroffen. Zinszahlungen oder Tilgungen für Kommunalkredite müssen mithin trotz Haushaltssperre ebenso geleistet werden wie – tariflich feststehende – Lohn- und Gehaltszahlungen für Personal oder schriftlich eingegangene Zahlungspflichten aus Verträgen jeder Art im Rahmen unabweisbarer Ausgaben (Pflichtaufgaben). Um dem Grundsatz der Gesamtdeckung Rechnung zu tragen, spricht man auch von einer Ausgabensperre.

## Auswirkung
Eine Haushaltssperre löst das Problem unzureichender Deckung einzelner Haushaltstitel nicht, sondern kann es sogar noch verschärfen. Eine Haushaltssperre hat denselben Effekt wie nicht im Haushalt veranschlagte Mittel. Sie zielt auf die Erreichung eines Haushaltsausgleichs ab. Haushaltssperren dienen als Mittel der Haushaltskonsolidierung und wirken ökonomisch kontraktiv, weil investive oder konsumtive Ausgaben nicht vorgenommen werden. Damit sind Haushaltssperren auch ein Mittel der Austeritätspolitik.

## Geschichte
Von der gesetzlich vorgesehenen Möglichkeit der Haushaltssperre wurde und wird auf allen Bundesebenen recht häufig Gebrauch gemacht. Im November 1951 gab es eine Haushaltssperre an der Universität zu Köln (einer haushaltsführenden Anstalt des öffentlichen Rechts). Eine absolute Haushaltssperre sorgte 1966 in Baden-Württemberg für eine Einschränkung des polizeilichen Streifendienstes. Um der Gefahr einer konjunkturellen Überhitzung vorzubeugen, beschloss die Bundesregierung im Januar 1970 ein binnenwirtschaftliches Stabilitätsprogramm mit einer Haushaltssperre im Bund. Zur Begrenzung der Neuverschuldung des Bundes griff im Dezember 1979 Bundesfinanzminister Hans Matthöfer – allerdings ohne nachhaltigen Erfolg – zum Mittel der Haushaltssperre, um den Handlungsspielraum für notwendig werdende Einsparungen zu wahren. Baden-Württemberg beschloss im Oktober 1994 eine erneute Haushaltssperre. Aktuell verhängte der Kämmerer der Stadt Bonn im Oktober 2013 eine Haushaltssperre, um nicht in einen Nothaushalt zu geraten. Das Land Nordrhein-Westfalen verhängte im Juli 2014 eine Haushaltssperre, nachdem es vor dem OVG Münster das Verfahren um eine vorgesehene Nullrunde für besser verdienende Beamte verloren hatte; die Haushaltssperre sollte „vorsorglich Finanzierungsspielräume sichern“. Im Mai 2023 verhängte die Finanzministerin Monika Heinold eine Haushaltssperre für das Land Schleswig-Holstein.

## Aufhebung
Haushaltssperren können sowohl zeitlich befristet oder unbefristet verhängt werden. Nach Ablauf der vorgesehenen zeitlichen Befristung oder der Aufhebung einer ursprünglich unbefristeten Sperre kann über die betroffenen Haushaltsmittel wieder frei verfügt werden, wenn eine Verbesserung der Haushaltsentwicklung eingetreten ist (§ 30 GemHKVO).